# Fontenoy (Yonne)
Pour les articles homonymes, voir Fontenoy.
Fontenoy est une commune française située dans le département de l'Yonne en région Bourgogne-Franche-Comté.
Ses habitants sont appelés les Putifontains.

## Géographie

### Toponymie
On rencontre aussi parfois les appellations Fontanet et Fontenoy-en-Puisaye pour dénommer la commune de Fontenoy.

### Climat
Pour des articles plus généraux, voir Climat de la Bourgogne-Franche-Comté et Climat de l'Yonne.
En 2010, le climat de la commune est de type climat océanique dégradé des plaines du Centre et du Nord, selon une étude du Centre national de la recherche scientifique s'appuyant sur une série de données couvrant la période 1971-2000. En 2020, Météo-France publie une typologie des climats de la France métropolitaine dans laquelle la commune est exposée à un climat océanique altéré et est dans la région climatique  Centre et contreforts nord du Massif Central, caractérisée par un air sec en été et un bon ensoleillement. 
Pour la période 1971-2000, la température annuelle moyenne est de 10,6 °C, avec une amplitude thermique annuelle de 15,8 °C. Le cumul annuel moyen de précipitations est de 834 mm, avec 12,3 jours de précipitations en janvier et 7,9 jours en juillet. Pour la période 1991-2020, la température moyenne annuelle observée sur la station météorologique de Météo-France la plus proche, « Molesmes_sapc », sur la commune de Les Hauts de Forterre à 8 km à vol d'oiseau, est de 11,1 °C et le cumul annuel moyen de précipitations est de 850,3 mm. 
La température maximale relevée sur cette station est de 40,6 °C, atteinte le 25 juillet 2019 ; la température minimale est de −20 °C, atteinte le 9 janvier 1985,,. 
Les paramètres climatiques de la commune ont été estimés pour le milieu du siècle (2041-2070) selon différents scénarios d'émission de gaz à effet de serre à partir des nouvelles projections climatiques de référence DRIAS-2020. Ils sont consultables sur un site dédié publié par Météo-France en novembre 2022.

## Urbanisme

### Typologie
Au 1er janvier 2024, Fontenoy est catégorisée commune rurale à habitat dispersé, selon la nouvelle grille communale de densité à sept niveaux définie par l'Insee en 2022.
Elle est située hors unité urbaine. Par ailleurs la commune fait partie de l'aire d'attraction d'Auxerre, dont elle est une commune de la couronne,. Cette aire, qui regroupe 104 communes, est catégorisée dans les aires de 50 000 à moins de 200 000 habitants,.

### Occupation des sols
L'occupation des sols de la commune, telle qu'elle ressort de la base de données européenne d’occupation biophysique des sols Corine Land Cover (CLC), est marquée par l'importance des territoires agricoles (81,8 % en 2018), une proportion identique à celle de 1990 (81,8 %). La répartition détaillée en 2018 est la suivante : 
terres arables (54,8 %), prairies (17,2 %), forêts (14,9 %), zones agricoles hétérogènes (9,8 %), zones urbanisées (3,3 %). L'évolution de l’occupation des sols de la commune et de ses infrastructures peut être observée sur les différentes représentations cartographiques du territoire : la carte de Cassini (XVIIIe siècle), la carte d'état-major (1820-1866) et les cartes ou photos aériennes de l'IGN pour la période actuelle (1950 à aujourd'hui).

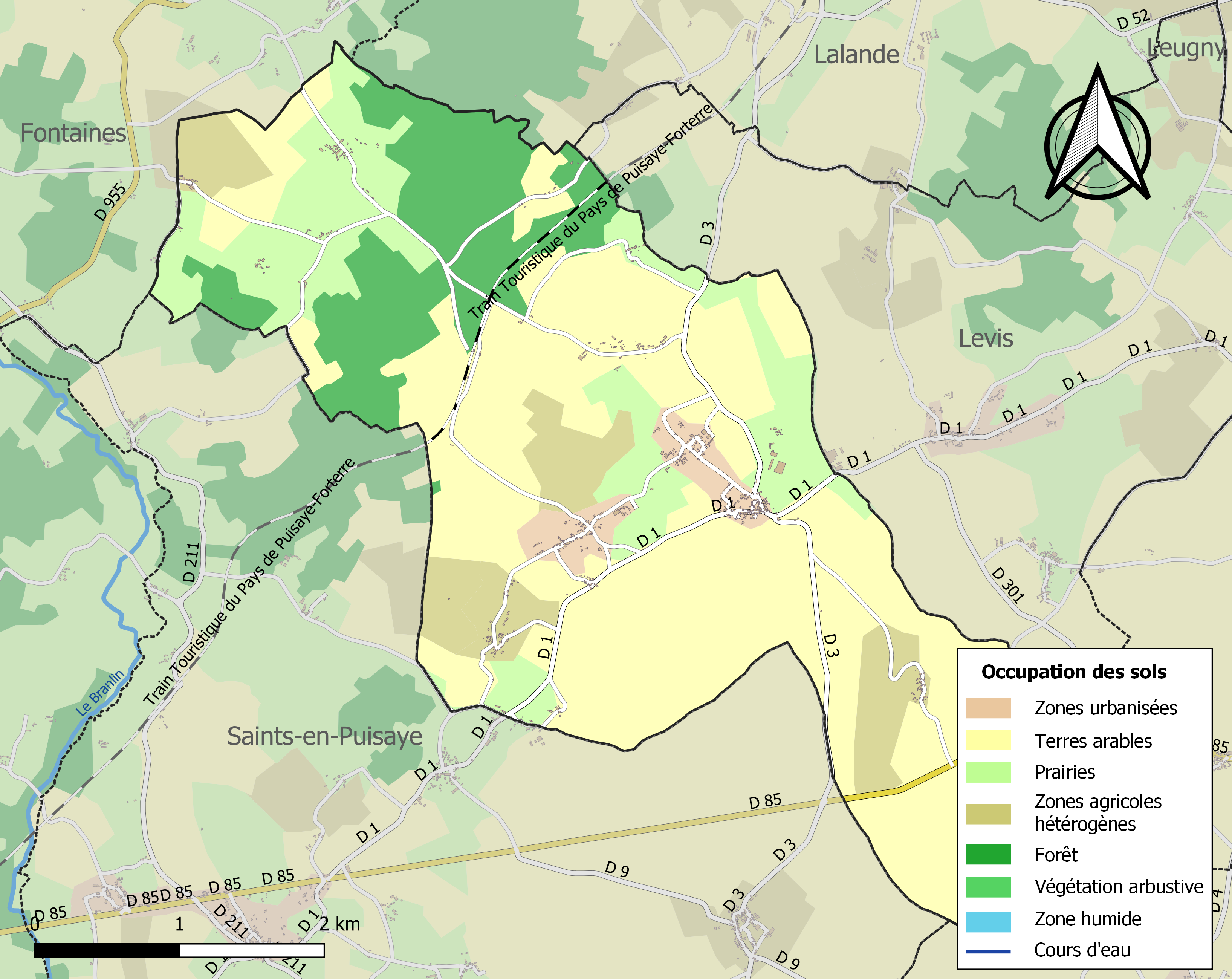
Carte des infrastructures et de l'occupation des sols de la commune en 2018 (CLC).

## Histoire
La vallée de « Solemé » (hameau de Solmet), orientée nord-sud au sud-est de Fontenoy, est jonchée de tuiles et de briques antiques et contient de très nombreux vestiges d'habitations gallo-romaines. Ces villae sont visibles grâce à la photographie aérienne et possèdent les caractéristiques suivantes : hypocaustes, colonnes, statues, enduits muraux intérieurs décorés, moulures, bijoux, vases et multiples autres objets dont nombre sont porteurs d'une certaine recherche d'élégance, et cimetière sur le versant est. Les médailles retrouvées dans cet ensemble le datent des IIIe et IVe siècles. Les plus anciennes pièces trouvées lors de fouilles non exhaustives remontent à Trajan (empereur de 98 à 117), les plus récentes à Gratien (empereur de 367 à 383). Ce gros village a clairement été détruit par le feu. De nombreux ossements humains sont mélangés aux vestiges du village, sans sépulture. À moins de 4 km de Saints-en-Puisaye, anciennement Coucy-les-Saints, où saint Prix et ses compagnons furent massacrés sous le règne et par les ordres d'Aurélien (270-275). Presque deux siècles plus tard en 451, ayant levé le siège d'Orléans, Attila en route pour son échec aux champs Catalauniques près de Troyes serait passé par Solemé et l'aurait ravagée.
Au Ve siècle saint Germain donne la terre de Fontenoy au monastère Saint-Côme d'Auxerre. Les moines du couvent de Saint-Bonnet en exploitent une autre partie.
En 596 le règlement de saint Aunaire, 18e évêque d'Auxerre (572-605), inclut le monastère de Fontenoy dans son règlement de célébrations liturgiques.
La bataille de Fontenoy s'y déroula le 25 juin 841, opposant les trois fils de Louis le Pieux. Lothaire Ier y fut vaincu par Charles II le Chauve et Louis le Germanique, aboutissant aux serments de Strasbourg du 14 février 842, puis au traité de Verdun en août 843. 

## Population et société

### Démographie
L'évolution du nombre d'habitants est connue à travers les recensements de la population effectués dans la commune depuis 1793. Pour les communes de moins de 10 000 habitants, une enquête de recensement portant sur toute la population est réalisée tous les cinq ans, les populations de référence des années intermédiaires étant quant à elles estimées par interpolation ou extrapolation. Pour la commune, le premier recensement exhaustif entrant dans le cadre du nouveau dispositif a été réalisé en 2004.

En 2022, la commune comptait 293 habitants, en évolution de −0,34 % par rapport à 2016 (Yonne : −1,95 %, France hors Mayotte : +2,11 %).
| 1793 | 1800 | 1806 | 1821 | 1831 | 1836 | 1841 | 1846 | 1851 |
| ---- | ---- | ---- | ---- | ---- | ---- | ---- | ---- | ---- |
| 712  | 569  | 697  | 804  | 811  | 780  | 783  | 814  | 864  |

| 1856 | 1861 | 1866 | 1872 | 1876 | 1881 | 1886 | 1891 | 1896 |
| ---- | ---- | ---- | ---- | ---- | ---- | ---- | ---- | ---- |
| 866  | 872  | 834  | 755  | 748  | 811  | 780  | 703  | 688  |

| 1901 | 1906 | 1911 | 1921 | 1926 | 1931 | 1936 | 1946 | 1954 |
| ---- | ---- | ---- | ---- | ---- | ---- | ---- | ---- | ---- |
| 716  | 665  | 633  | 539  | 545  | 499  | 502  | 495  | 431  |

| 1962 | 1968 | 1975 | 1982 | 1990 | 1999 | 2004 | 2006 | 2009 |
| ---- | ---- | ---- | ---- | ---- | ---- | ---- | ---- | ---- |
| 455  | 409  | 320  | 308  | 301  | 301  | 318  | 320  | 319  |

| 2014 | 2019 | 2022 | - | - | - | - | - | - |
| ---- | ---- | ---- | - | - | - | - | - | - |
| 299  | 300  | 293  | - | - | - | - | - | - |

### Politique et administration
| Période   | Période  | Identité       | Étiquette | Qualité     |
| --------- | -------- | -------------- | --------- | ----------- |
| mars 2001 | 2020     | Michel Garraud |           | Agriculteur |
| 2020      | En cours | Benoît Perrier |           |             |

## Culture et patrimoine

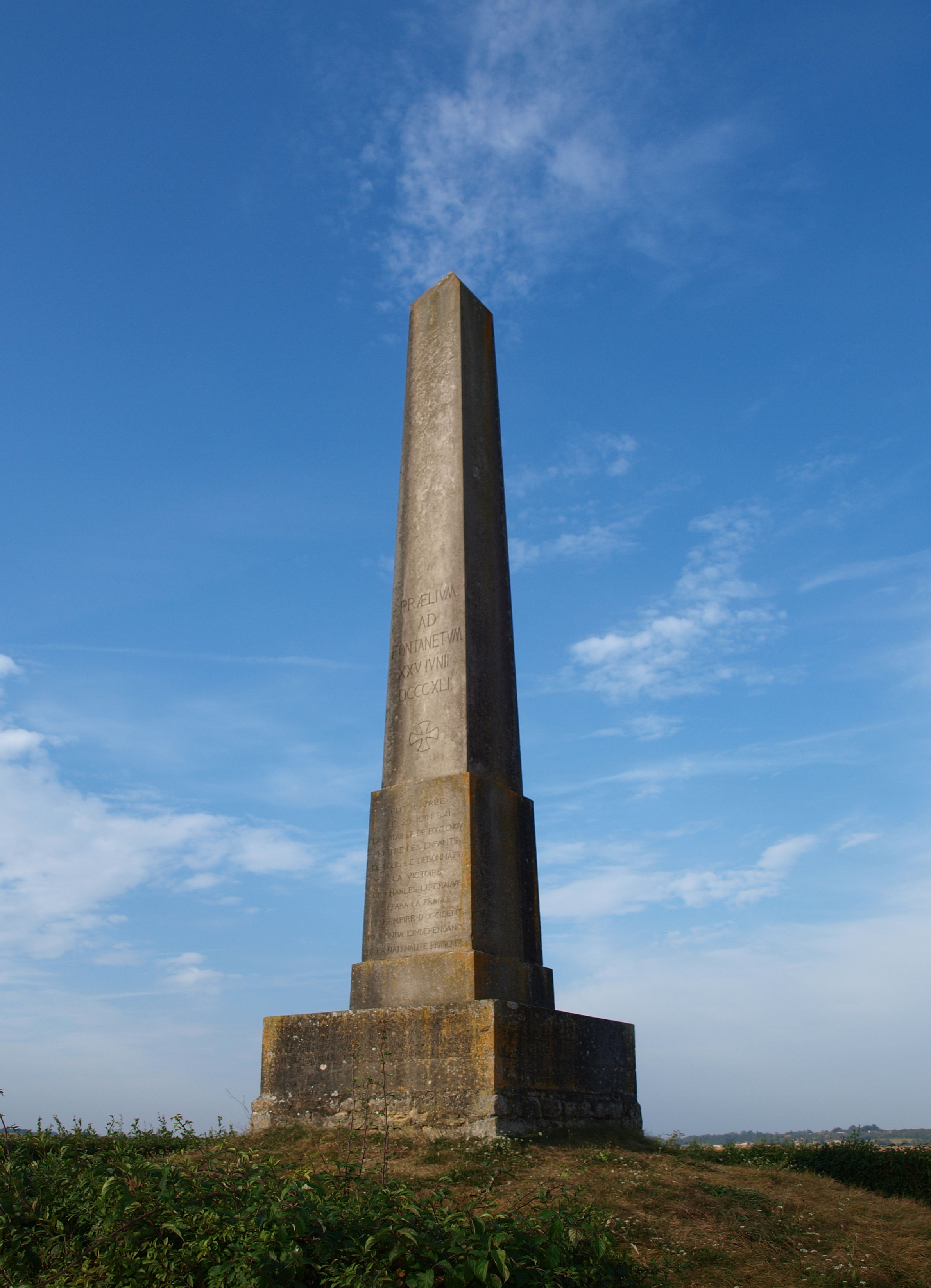
L'obélisque de Fontenoy commémorant la bataille éponyme.

### Lieux et monuments
- Château du Tremblay, manoir Louis XIII, actuellement le Centre régional d'art contemporain[23] en occupe l'aile droite et les communs.
- Église Saint-Marien de la fin du 15ème s, monument historique classé
- Obélisque commémore la Bataille de Fontenoy
- Un Musée de la bataille est installé dans la commune.
- Le Train Touristique de Puisaye-Forterre relie Villiers-Saint-Benoit au Four à poterie de Moutiers-la-Bâtisse (près de Moutiers-en-Puisaye) en passant par Toucy, sur l'ancienne ligne SNCF déclassée. Il partage son parcours avec le plus long cyclorail de France[24].

### Héraldique
| Blason de Fontenoy | Mi-parti : au premier d'or à l'aigle bicéphale de sable, becquée et membrée de gueules, au second d'azur semé de fleurs de lys aussi d'or ; au lambel de quatre pendants d'argent, chaque pendant chargé d'une épée de sable, brochant en chef sur le tout. |